# Dissodon
Dissodon là một chi rêu trong họ Splachnaceae.